# Margaret Hartley
 Der er for få eller ingen kildehenvisninger i denne artikel, hvilket er et problem. Du kan hjælpe ved at angive troværdige kilder til de påstande, som fremføres i artiklen.

Margaret Boulton Hartley (1906 i Burnley – 1964) var en britisk gymnast som deltog i de olympiske lege 1928 i Amsterdam.
Hartley vandt en bronzemedalje i gymnastik under sommer-OL 1928 i Amsterdam. Hun var med på det britiske hold som kom på en tredjeplads i multikamp for damer bagefter Nederlandene og Italien. Det var første gang at gymnastik for damer kom på det olympiske program. Holdkonkurrencen i multikamp for damer blev afviklet den 8. og 9. august 1928. Der var tolv gymnaster på hvert hold.